# کلات،بلوچستان
کلات یا قلات (به انگلیسی: Kalat),(بلوچی/براهویی: قلات) که از لحاظ تاریخی با نام کیقان هم شناخته می شود،شهری تاریخی و پایتخت (مرکز) قدیمی بلوچستان شرقی واقع در ناحیه کلات، در ایالت بلوچستان پاکستان قرار دارد.  مقر اصلی شهر کلات است کلات شمالی (ناحیه کلات شمالی (مستونگ کنونی) بخش پایتختی بلوچستان بود زیر این شهر از لحاظ ترانزیتی و تاریخی و فرهنگی اهمیت زیادی برای مردم این ایالت داشت. و تنها گذرگاه در شمال بلوچستان بود. کشور های حوضه آسیای مرکزی که مناسبت آنها با ایران و یا پاکستان بهم میخورد از راه بلوچستان که بندر کلات بود از این راه برای مقاصد تجاری خود و دسترسی به آب های آزاد دریایی در بندر گوادر استفاده می شد. 
کلات ۲٬۰۰۷ متر بالاتر از سطح دریا واقع شده‌است.

کلات سابق،در مرکز ایالت بلوچستان و مرکز خانات کلات واقع شده است.